# Brigada de cazaci persani

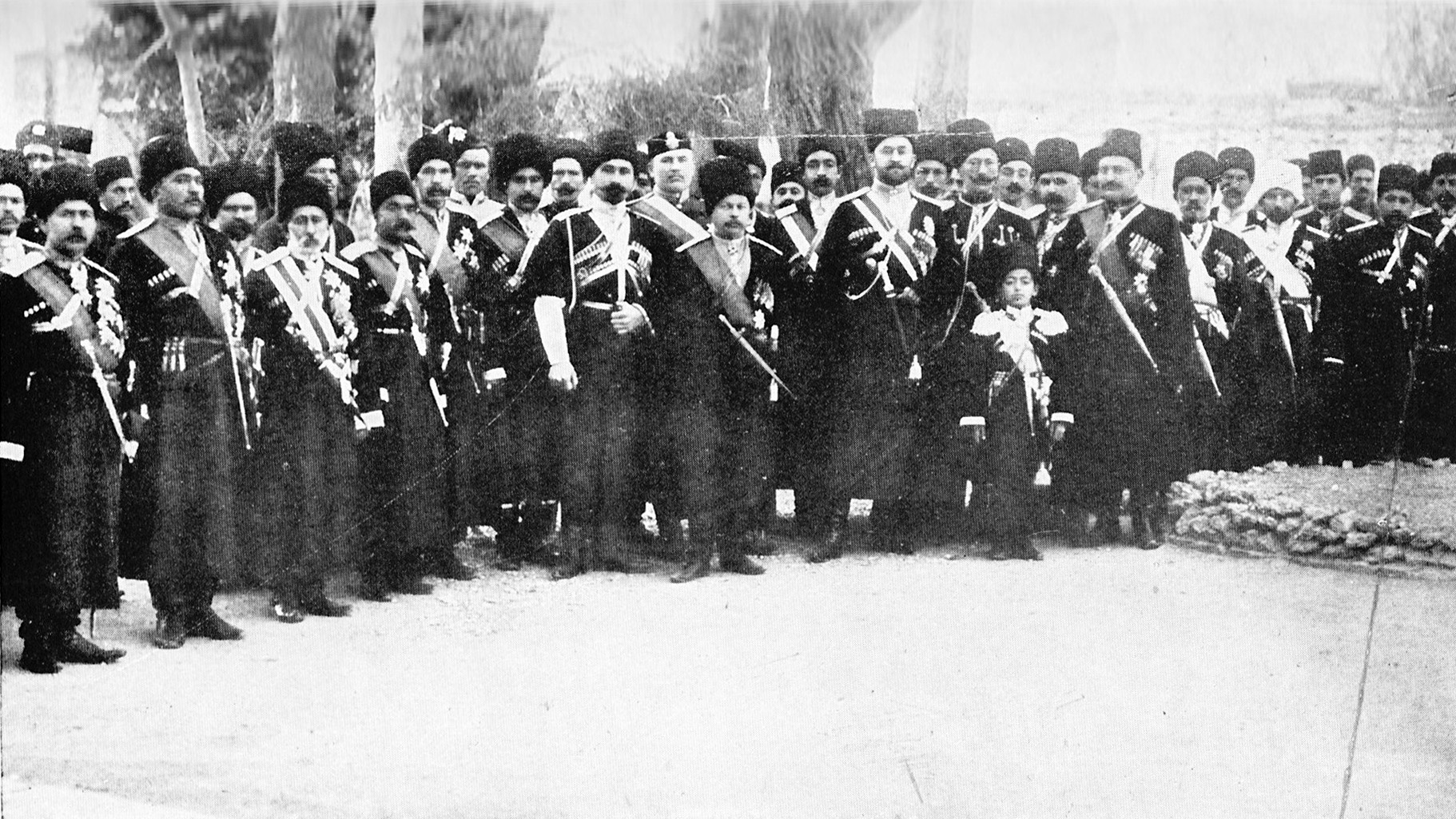
Membri ai Brigăzii de cazaci persani, Tabriz,1909

Brigada de cazaci persani a fost o unitate de elită formată în 1879 în Iran. De-a lungul celei mai mari părți a existenței ei, această brigadă a fost singura formațiune militară complet funcțională și eficientă a dinastiei Qajar. Brigada persană s-a implicat în mod decisiv în politică, impunându-și în mai multe rânduri candidatul favorit pe tronul țării. Rolul jucat în timpul de această brigadă a fost de cea mai mare importanță în timpul Revoluției din 1905 – 1911, pentru venirea la putere a lui Reza Pahlavi și fondarea dinastiei Pahlavi. 

## Origini, scop și înființare
Brigada de cazaci persani a fost înființată de Naser al-Din Shah Qajar în 1879, care a folosit ca model regimentele de cazaci caucazieni din Imperiul Rus, a căror organizare îl impresionase în timpul călătoriei sale prin sudul Rusiei în 1878. Brigada de cazaci persani, alături de jandarmeria instruită suedezi, a reprezentat cea mai eficientă forță militară aflată la dispoziție monarhiei iraniene până la Primul Război Mondial. 
În ciuda denumirii sale, brigada nu a fost o forță căzăcească veritabilă. Fotografiile făcute la sfârșitul secolului al XIX-lea ne prezintă militari purtând uniforme de tip rusesc, care se deosebeau în mod evident de uniformele tradiționale ale forțelor persane ale acelor vremuri. Soldații brigăzii au fost tot timpul indigeni, dar, până în 1917, corpul ofițeresc era format din ruși, care erau și angajați ai armatei ruse, precum a fost Vladimir Liahov. Aceasta situație a fost încurajată de guvernul imperial rus, care considera Brigada de cazaci persani un mijloc excelent pentru extinderea influenței ruse într-o regiune cheie supusă rivalității internaționale. După Revoluția din Octombrie din 1917, numeroși dintre acești ofițeri ruși au părăsit Iranul pentru a se alătura forțelor  „Albilor”. Din acel moment, funcțiile de comandă ale Brigăzii au fost ocupate de ofițeri iranieni. Cel mai cunoscut dintre acești ofițeri a fost Reza Khan, care și-a început cariera militară ca soldat în Brigadă și a avansat până la gradul de general. 

## Istoric
În momentul în care s-a format Brigada, cavaleria regală iraniană era considerată indisciplinată și neinstruită. Statul Qajar era considerat slab și lipsit de forțe militare profesioniste. Forțele armate persane au fost înfrânte nu doar în luptele cu cele britanice, dar și în confruntările cu triburile turcomane nomade. Împăratul Alexandru al II-lea a aprobat trimiterea de consilieri militari ruși în Persia. Brigada a fost înființată în 1879 de locotenent-colonelul rus Domantovici. 

### Începuturile Brigăzii cazacilor persani
Interesele rușilor și lipsa fondurilor au încetinit dezvoltarea inițială a brigăzii dintr-o unitate de amatori într-una profesionistă. La început, brigada a avut un efectiv de 400 de oameni, în principal imigranți „mohajeri”, urmași ai musulmanilor din Transcaucazia, refugiați în Persia pentru a evita stăpânirea creștinilor ruși. Ei aveau anumite privilegii, fiind considerați o castă militară ereditară. Domantovici a reușit să obțină progrese rapide în instruirea brigăzii, și Shah a ordonat ca efectivele unității militare să fie crescute la 600 de oameni, prin recrutarea unor noi oameni din rândurile armatei regulate persane. Progresele rapide ale Brigăzii persane a provocat îngrijorare în rândurile autorităților ruse, care au început să se teamă că aceasta ar putea să se transforme dintr-o mijloc de influență într-o forță combativă în adevăratul înțeles al cuvântului. Domantovici a fost schimbat de la comandă, iar înlocuitorul lui, colonelul Cearkovsi, s-a dovedit mai puțin eficient, spre nemulțumirea lui Shah. Singura îmbunătățire adusă forțelor de sub comanda sa de către Cearkovsi a fost achiziționarea a patru noi piese de artilerie în 1883. În 1886 a fost numit un nou comandant, colonelul Karavaev, care a fost nevoit să facă fața reducerii bugetului și a efectivelor. Patru ani mai târziu, comandantul brigăzii, colonelul Șneur, s-a găsit în situația delicată de a fi incapabil să plătească soldele soldaților din subordine. Efectivele brigăzii au scăzut dramatic, atât ca urmare a dezertărilor, dar și ca urmare a unei epidemii de holeră la 450, iar mai apoi la doar 200 de oameni. Șneur a plecat de la conducerea brigăzii, lăsând în locul său un ofițer de rang inferior. Brigada se dezintegra rapid, iar Shah era presat să o desființeze definitiv și sa accepte ca instruirea forțelor armate să fie încredințată unor ofițeri germani. S-a ajuns până acolo încât brigada să aibă doar 150 de oameni și un singur ofițer rus. În acele momente se părea că Brigada avea să devină doar o amintire a unui experiment eșuat. 

### Punctul de cotitură
Brigada a fost salvată odată cu sosirea colonelului Kosagoski, care avea să devină cel mai eficient comandant din istoria unității militare. Cea mai mare problemă pe care a trebuit să o rezolve noul comandant a fost cea a aristocraților mohajer, care se considerau privilegiați pe drept și care refuzau să lucreze și se arătau refractari la orice încercare de instaurare a disciplinei. Acești aristocrați s-au răsculat în 1895. Brigada a fost literalmente ruptă în două, răsculații, sprijiniți de fiul lui Shah, care era și ministru al războiului, reușind să fure cea mai mare parte a fondurilor unităților. Ca urmare a presiunilor rusești, brigada a fost reunificată sub comanda lui Kosagoski, iar mohajerii au fost tratați la fel ca soldații de rând. Ca urmare, unitatea a devenit mai eficientă, organizată, instruită și obedientă. 

### Rolul brigăzii după asasinarea lui Nasir-ed-Din Shah
Primul eveniment important care a subliniat locul brigăzii în istoria iraniană a fost asasinarea lui Nasir-ed-Din Shah de pe 1 mai 1896. Ca urmare a acestui eveniment, a izbucnit haosul în țară, în timp ce diferitele facțiuni începeau lupta pentru putere, iar grupurile de infractori puneau mâna pe orașe. Poliția a fost incapabilă să controleze evenimentele, iar armata nu a putut fi mobilizată pentru acest scop. Kosagovski a primit mână liberă din partea conducătorului guvernului iranian, Amin Os-Saltean, să „acționeze în concordanță cu propria înțelegere și judecată”. Kosagovski și-a mobilizat rapid brigada și a  ocupat Teheranul pentru a asigura siguranța capitalei. Brigada s-a implicat în intrigile dintre diferitele facțiuni persane. Nayeb os-Saltenah, comandantul local al forțelor militare din Teheran, încerca să acapareze puterea și să-l împiedice pe moștenitorul de drept, refugiat în Tabriz, Mozaffar al-Din Shah Qajar, să urce pe tron. Kosagovski, sprijinit de brigada sa, de britanici și ruși, l-a avertizat pe Saltenah că doar Muzaffar din Shah avea să fie recunoscut drept moștenitorul legitim al tronului. Pe 7 iunie 1896, Muzzaffar din Shah a intrat în Teheran însoțit de escorta puternică a Brigăzii cazacilor persani. Brigada persană a devenit din acest moment forța care avea să ridice sau să doboare de pe tron regii. De asemenea, Brigada persană avea să devină mijlocul prin care atât rușii cât și monarhul iranian au păstrat controlul asupra țării. Influența rusă în Persia a crescut enorm odată cu creșterea capacității Brigăzii persane de exercitare a unui control amplu asupra politicii și intrigilor de curte din Iran. 

### Rolul Brigăzii în timpul Revoluției din 1905 – 1911
Al doilea eveniment important în care Brigada cazacilor persani a avut o contribuție majoră a fost Revoluția Constituțională din 1906. Ca urmare a presiunilor politice uriașe la care a fost supus și a stării revoluționare, Muzaffar-din-Shah a murit la scurtă vreme după ce a promulgat Constituția. Muhammad Ali Shah, urmașul lui Muzaffar-din-Shah, s-a menținut la putere în principal datorită sprijinului Brigăzii persane. Acest sprijin avea să-l prezinte în fața populației ca pe un om de paie al rușilor. Mai târziu, Muhammad Ali Shah a încercat în ianuarie 1907 să răstoarne regimul instaurat după semnarea constituției prin intervenția Brigăzii persane. Cazacii persani au încercuit Majlisul (Parlamentul)  și au deschis focul asupra legislativului cu artileria. Acțiunea a fost încununată de succes. Muhammad Ali Shah a acționat timp de un an ca dictator militar. Pentru serviciile aduse, comandantul brigăzii, colonelul Liahov, a fost numit guvernator militar al Teheranului. Preluarea prin forță a puterii în stat nu a asigura lui Muhammad și liniștea pe care și-ar fi dorit-o. A izbucnit o rebeliune, iar forțele insurgente venite din Azerbaidjan, aflate sub conducerea armenilor  Sattar Khan și Yeprem Khan, au preluat controlul asupra capitalei, iar Muhammad Ali Shah a fost obligat să abdice. Brigada cazacilor persani nu a reușit în acest caz să apere tronul. În ciuda acestui fapt, Brigada a continuat să fie o forță importantă în Iran, acționând atât în interesul monarhului cât și al rușilor. Influența Imperiului Rus a atins noi culmi în august 1907, când britanicii și ruși iau semnat un tratat prin care își împărțeau sferele de influență în Iran, iar trupele țariste au ocupat regiuni vaste ale țării. 

### Primul Război Mondial – Divizia de cazaci persani
În Primul Război Mondial, pe teritoriul iranian s-au desfășurat numeroase lupte, având loc confruntări între forțele otomane, ruse și britanice. Comandamentul rusesc a crescut efectivele Brigăzii cazacilor persani până la dimensiunile unei divizii, din rândurile căruia au ajuns să facă parte aproximativ 8.000 de oameni. Nou creata divizie a declanșat acțiuni de luptă împotriva forțelor otomane, protejând interesele Rusiei în Iranul de nord. 
În mod similar, britanicii au creat în zonele sudice ale Iranului South Persia Rifles, o unitate de aproximativ 3.300 de infanteriști, 450 cavaleriști și mai multe baterii de artilerie. 
După izbucnirea Revoluției de la Petrograd, britanicii au preluat controlul asupra Brigăzii cazacilor persani și i-au înlocuit pe ofițerii ruși cu unii britanici sau iranieni. Acest moment a fost unul de cotitură în istoria Brigăzii, trecută sub controlul britanico-iranian și epurată de influențele ruse. După încheierea războiului, Persia era o țară devastată, iar diferite în regiuni ale țării izbucniseră mișcări separatiste. Pentru a recâștiga controlul asupra teritoriului național, monarhul iranian a dat ordin Brigăzii cazacilor să înăbușe rebeliunea din Azadistan și să ocupe Tabrizul. Dacă în acest caz forțele guvernamentale au reușit să pună capăt mișcării insurgente, ele nu au mai înregistrat același succes în încercare de înăbușire a altei rebeliuni, cea a etnicilor rachnavi (janglis).

### Cucerirea puterii de către Reza Shah
Reza Khan, unul dintre ofițerii Brigăzii cazacilor persani, s-a folosit de starea grea a țării pentru cucerirea puterii, vrând să apară în ochii iranienilor drept salvatorul țării din haosul în care se afunda. Reza Khan intrase în rândurile Brigăzii la vârsta de 16 ani și a devenit primul ofițer iranian care a fost ridicat la rangul de general de brigadă și de comandant al brigăzii. Înaintarea sa rapidă în grad a fost favorizată de epurarea cadrelor ofițerești făcută de britanici după Revoluția din Rusia. Profitând de haosul politic de la Teheran, Reza Khan, în fruntea unui detașament de maxim 4.000 de soldați din garnizoanele din Qazvin și Hamadan, a intrat în forță în Teheran în 1921. 
După această lovitură de stat, Reza Khan a devenit cea mai puternică persoană din Iran. Lovitura de stat a fost lipsită de vărsare de sânge în cea mai mare parte și a trebuit să înfrângă o rezistență redusă. După preluarea puterii,  Reza Khan a reorganizat și modernizat armata iraniană, folosind Brigada de cazaci pe post de nucleu. Mai înainte de Primul Război Mondial, Brigada de cazaci persani și Jandarmeria instruită de suedezi reprezentau singurele forțe militare profesioniste din Iran. 
După consolidarea armatei naționale, Reza Khan a lansat acțiuni militare pentru eliminarea mișcărilor separatiste și disidente din  Tabriz, Mashhad și ale  rachnavi din Gilan și ale kurzilor. Brigada persană, cu efective de până la 8.000 de soldați, a fost unită cu Jandarmeria și alte unități militare pentru a forma noua armată iraniană. Armata iraniană de aproximativ 40.000 de oameni, era comandată de ofițeri iranieni, dintre care mulți erau amici cu Reza Khan din perioada în care acesta activa în cadrul Brigăzii persane. Acești ofițeri originari din Brigadă au fost numiți nu doar în funcții de comandă în armată, dar și în funcții de conducere în structurile guvernamentale. 
Folosindu-se de Brigada cazacilor persani pe post de trambulină politică, Reza Shah a reușit să cucerească puterea, să centralizeze țara, să se încoroneze ca „Șah” și să fondeze dinastia Pahlavi. După încoronare, el a folosit numele de Reza Shah.

## Moștenire
Brigada cazacilor persani a ajutat la centralizarea statului iranian, cum nu mai fusese de pe vremea Safevizilor. În ciuda faptului că Brigada cazacilor persani și-a încetat existența odată cu venirea la putere a lui Reza Shah, influența acestei formațiuni militare s-a făcut simțită peste ani. Statul iranian modern își datorează existența lui Reza Shah. 